# Пэун, Николае
Николае Пэун (рум. Nicolae Păun; род. 9 ноября 1964 года) — румынский политик цыганского происхождения. Является председателем Партии цыган и с 2000 года занимает единственное зарезервированное для цыган место в Палате депутатов Румынии. С 2000 года он также является председателем Комитета по правам человека, делам религий и национальных меньшинств в Палате депутатов. 
Николае Пэун является одним из двух этнических цыган, являющихся членами парламента Румынии, другим является Мэдэлин Войку из Социал-демократической партии.